# 지력 (진)
지력(知躒, ? - ?)은 중국 춘추 시대 진나라의 정치가로, 6경의 일원이며, 씨는 순(荀) 혹은 지(知, 智)인지라 순력(荀躒)이라고도 하며, 시호는 문(文)으로 지문자(知文子, 智文子)다. 지도자의 아들이고, 지선자의 아버지다.

## 생애
기원전 533년에 아버지가 죽자 원래 진 평공은 지씨를 폐하고 자신의 총신으로 그 자리를 메우려 했으나 궁중 요리사 도괴(屠蒯)의 말을 듣고 이를 후회하고 순력으로 8월에 지영의 뒤를 이어 하군 보좌를 삼았다.
기원전 527년에 적담(籍談)과 함께 주 왕실의 목후의 장례식에 참석했는데 왕은 이미 상례를 끝내고 잔치를 베풀었으며 순력에게 헌물을 요구하였다. 순력은 할 말이 없어서 적담에게 대신 대답하게 했다가 적담이 진나라는 주나라로부터 받은 것이 없다고 하는 바람에 왕이 진나라가 왕실에서 받은 것을 열거하자 적담도 대답하지 못했다.
기원전 520년 겨울 1월에 주나라의 왕위 분쟁에 개입해 적담과 함께 동주 도왕을 왕성에 있게 했다.
기원전 514년에 기씨의 문주인 기영(祁盈)이 부부 스와핑을 하는 기승(祁勝)과 오장(鄔臧)을 체포했는데 순력은 기승의 뇌물을 먹고 진 경공에게 말하여 기영을 체포하게 했다. 결국 기영과 그 편인 양설식아(羊舌食我)는 죽임을 당했고 기씨와 양설씨 두 씨족은 멸문당했다.
기원전 511년에 진나라에서 노 소공을 계손의여가 축출한 사건을 다루면서 적력(適歷)에서 계손의여를 만났고 간후(乾侯)에 머무르고 있는 노 소공을 위문했다. 한편 그곳으로 계손의여를 데려가서 노 소공에게 계손의여와 함께 귀국하기를 권했다. 그러나 노 소공은 종자들의 협박을 받아 귀국하지 않았다. 계손의여의 뇌물을 먹은 범 헌자의 계책이 있었기 때문이었다.
기원전 497년에 조앙이 조오를 죽이자 조오의 외숙 중항문자과 순인의 일당 범 소자가 조앙을 쳐 진양으로 몰아냈다. 당시 진나라 법에는 먼저 분란을 일으키는 자를 죽이기로 되어 있었다. 지문자는 총애하는 양영보(梁嬰父)를 경으로 삼으려 했으므로 이 법을 이용하여 경 자리에 결원을 내고자 중항문자와 사이가 나쁜 한 간자, 범 소자와 사이가 나쁜 위 양자, 범고이와 손잡고 진 정공을 받들고 중항문자와 범소자를 쳤으나 이기지 못했다. 중항문자와 범소자는 진 정공을 역으로 쳤다가 사람들의 반감을 사 결국 진 정공과 그를 받든 한씨 · 위씨 · 지씨에게 져 조가로 도망했다.
기원전 496년에 양영보에게 조앙의 가신 동안우(董安于) 고소를 받아, 조앙에게 '동안우가 미리 준비했으므로 중항문자와 범소자가 난을 일으킨 것이니, 곧 동안우도 죄가 있다'라고 했다. 동안우는 자결했고, 순역은 조앙과 결맹했다.
| 전임 범앙 | 진나라의 중군원수 기원전 502년 ~ 기원전 493년 | 후임 조앙 |